# Tank (videogioco 1985)
Tank, anche scritto T.A.N.K nella versione originale e chiamato TNK III nell'edizione nordamericana, è un videogioco arcade di tipo sparatutto a scorrimento con un carro armato, pubblicato nel 1985 dalla SNK Corporation. Conversioni per gli home computer Amstrad CPC, Commodore 64 e ZX Spectrum vennero pubblicate nel 1987 dalla Ocean Software. In Nordamerica la versione Commodore 64 venne pubblicata dalla Data East con il titolo TNK III. La SNK pubblicò anche un gioco molto simile per la console NES nel 1988, Iron Tank: The Invasion of Normandy. La versione arcade TNK III emulata uscì anche sul PlayStation Store per PS3 e PSP nel 2011.

## Modalità di gioco
Si controlla un carro armato con visuale dall'alto a scorrimento multidirezionale. Lo scenario si estende prevalentemente in verticale verso l'alto, ma scorre spesso anche in orizzontale; per distanze brevi si può anche tornare sui propri passi. Il carro armato può muoversi nelle otto direzioni e la sua torretta si può orientare anch'essa nelle otto direzioni, indipendentemente dalla direzione di marcia. Si dispone illimitatamente di due armi, il cannone orientabile della torretta e una doppia mitragliatrice che spara sempre nella direzione di marcia.
Il cabinato da sala giochi è dotato di un joystick a manopola che, oltre a essere spinto per muovere il carro, può ruotare su sé stesso a scatti per dirigere la torretta. Questo è un sistema che poi la SNK riutilizzò con successo nel più noto Ikari Warriors.
Nelle conversioni per computer la torretta viene fatta ruotare in senso orario o antiorario tramite due tasti, oppure prima di giocare si può impostare una modalità semplificata nella quale la torretta punta sempre nella direzione di marcia. Solo su Commodore 64 i movimenti del carro sono limitati a quattro direzioni, non potendo esso procedere obliquamente, ma la torretta è comunque in grado di puntare in diagonale.
Ci sono 11 aree di gioco che si susseguono senza interruzioni. Dopo lo sbarco su una spiaggia, si attraversano giungle, laghi con isole collegate da ponti, e città. Le tappe vengono visualizzate in una mappa lineare ogni volta che si perde una vita. Il percorso è tortuoso, con vegetazione, edifici e altri ostacoli da aggirare. I nemici più comuni sono soldati di fanteria, armati di fucili o granate, e si possono eliminare anche investendoli: sono presenti poi carri armati, di almeno quattro tipi con diverse caratteristiche. Si incontrano inoltre postazioni di artiglieria, sottomarini, mine, mezzi su rotaia e, solo in versione arcade, piccoli aerei. I soldati in uniforme blu sono gli unici nemici che bisogna cercare di non travolgere; una volta morti si trasformano infatti in mine, letali al contatto. 
Il carro armato del giocatore ha una barra dell'energia e di solito può sopportare più colpi. I power-up, che vengono rilasciati dai soldati in uniforme rossa dopo la loro eliminazione, sono rappresentati da lettere dell'alfabeto e hanno vari effetti, come ripristinare l'energia o potenziare le armi.